# Конституционный референдум в Гамбии (1996)
8 августа 1996 года в Гамбии состоялся референдум по утверждению проекта новой конституции.

## История
22 июля 1994 года избранный президент страны Дауда Джавара был свергнут в результате военного переворота под руководством Яйя Джамме. После захвата власти лидер заговорщиков, как председатель Временного правящего совета вооружённых сил, стал фактическим главой государства, запретив всю политическую деятельность. Джамме обещал населению вернуться к гражданскому правлению в течение четырёх лет, но предварительно должна быть разработана новая конституция и проведены президентские выборы.
Новая конституция, разработанная военной хунтой, разрешила многопартийные выборы, неограниченное количество пятилетних президентских сроков и снизила возрастной ценз для кандидата в главы государства с 21 до 18 лет.

## Итоги
| Голосование                        | Голоса  | %     |
| ---------------------------------- | ------- | ----- |
| За                                 | 270 093 | 70,36 |
| Против                             | 113 744 | 29.64 |
| Недействительные/пустые голоса     | 38      | –     |
| Общее                              | 383 875 | 100   |
| Зарегистрированные избиратели/явка | 441 732 | 86,90 |
| Источник: Direct Democracy.        |         |       |

## Последствия
В августе 1996 года состоялись президентские выборы, на которых победил Джамме, хотя ранее он отрицал, что вообще будет выдвигать свою кандидатуру и участвовать в гонке. В январе 1997 года были проведены парламентские выборы, на которых победу одержал Альянс за патриотическую переориентацию и созидание.